# Poncho Sanchez
Poncho Sanchez (Laredo, 1951. október 30. –) mexikói-amerikai latin-dzsessz-zenész, zenekarvezető, énekes.
2000-ben együttesével Grammy-díjat nyert (Grammy Award for Best Latin Jazz Album) a Concord Picante albummal.

## Pályakép
Tizenegy testvére közül a legfiatalabb volt. A texasi Laredóban született,  a kaliforniai Norwalkban nőtt fel. Két különböző zenei stílus hatott rá: egyfelől az afro-kubai zene, másfelől a bebop: Dizzy Gillespie és Charlie Parker.
Számos jelentős zenésszel játszott együtt: Cal Tjader, Mongo Santamaría, Hugh Masekela, Clare Fischer, Tower of Power... Fontos ütõhangszeresnek tartják Amerikában.

## Lemezek
- Salsa Picante – 1980
- Straight Ahead – 1980
- 2+2 – 1981
- Machaca – 1981
- Sonando – 1982
- Baila Mi Gente: Salsa! – 1982
- Bien Sabroso – 1983
- El Conguero – 1985
- Papa Gato – 1986
- Gaviota – 1986
- Fuerte – 1987
- La Familia – 1988
- Chile Con Soul – 1989
- A Night At Kimball's East – 1990
- Bailar – 1990
- Cambios – 1990
- El Mejor – 1992
- Para Todos – 1993
- Soul Sauce – 1995
- Conga Blue – 1995
- Freedom Sound – 1997
- Afro–Cuban Fantasy – 1998
- Latin Soul – 1999
- Poncho Sanchez – The Concord Jazz Heritage Series – 2000
- Soul of the Conga – 2000
- Latin Spirits – 2001
- Ultimate Latin Dance Party – 2002
- Instant Party: Poncho Sanchez – 2004
- Poncho at Montreux – 2004
- Out of Sight! – 2004
- Do It! – 2005
- Raise Your Hand – 2007
- Psychedelic Blues – 2009
- Chano Y Dizzy! – 2011
- Live in Hollywood – 2012
- Trane's Delight – 2019

## Díjak
- 2000: Grammy-díj